# Soraya Hakuziyaremye
Soraya Hakuziyaremye là một nữ doanh nhân Rwanda, chuyên gia quản lý tài chính và chính trị gia, từng giữ chức vụ Bộ trưởng Bộ Thương mại và Công nghiệp trong Nội các Rwanda kể từ ngày 18 tháng 10 năm 2018.

## Tuổi trẻ
Soraya tốt nghiệp trung học ở Ecole Belge de Kigali (Đại học Kigali của Bỉ), môn học tốt nhất của cô là toán học và vật lý.
Cô chuyển đến Brussels, Bỉ học tại trường kinh doanh Vlerick. Sau đó, cô tốt nghiệp bằng Thạc sĩ Khoa học về Tài chính và Tiếp thị, từ Trường Kinh doanh Solvay của Đại học Libre de Bruxelles. Cô cũng đạt chứng chỉ về nghiên cứu nâng cao về quản lý quốc tế, được trao bởi Trường quản lý toàn cầu Thunderbird, tại Đại học bang Arizona, tại Phoenix, Arizona ở Hoa Kỳ.

## Nghề nghiệp
Trong khoảng thời gian gần bốn năm, bắt đầu vào tháng 12 năm 2002, Hakuziyaremye làm việc tại Ngân hàng New York. Sau đó, cô chuyển đến Brussels và gia nhập BNP Paribas Fortis và làm việc tại đây sáu năm.
Vào tháng 6 năm 2012, cô đã quay trở lại Rwanda và dành hai năm rưỡi làm Cố vấn cao cấp cho Bộ trưởng Bộ Ngoại giao và Hợp tác, có trụ sở tại Kigali.
Sau một thời gian ngắn làm tư vấn tư nhân tại Brussels, cô được tập đoàn tài chính Hà Lan, ING thuê, tiếp nhận vị trí Phó chủ tịch, Tổ chức tài chính & Quản lý rủi ro thị trường tài chính, có trụ sở tại London, Vương quốc Anh.
Trong một cuộc cải tổ nội các vào ngày 18 tháng 10 năm 2018, cô được bổ nhiệm làm bộ trưởng nội các của Bộ Thương mại và Công nghiệp.

## Liên kết ngoại
- Trang web của Bộ Thương mại và Công nghiệp Rwanda Lưu trữ ngày 9 tháng 10 năm 2020 tại Wayback Machine (Minicom)